# Луций Мунаций Планк (консул 13 года)
Лу́ций Муна́ций Планк (лат. Lucius Munatius Plancus; умер после 15 года) — политический деятель эпохи ранней Римской империи.

## Биография
Луций Мунаций принадлежал к неименитому плебейскому роду, а его отцом являлся консул 42 года до н. э., носивший такое же имя. 
В 13 году он занимал должность ординарного консула вместе с Гаем Силием Цециной Ларгом. В следующем году, по распоряжению нового императора, Тиберия, Планк отправился к мятежным легионам Германика в германский город Убиорум; впрочем, попытка их успокоить не удалась: взбунтовавшиеся легионеры бросили Мунация в тюрьму. Только благодаря вмешательству Германика ему удалось спастись. После, между 15 и 35 годами, Мунаций Планк в течение 17 лет исполнял обязанности легата-пропретора в Паннонии.